# Facebook Home
Facebook Home war eine kostenlose Software für das Betriebssystem Android, die am 4. April 2013 eingeführt wurde. Sie ersetzte den Sperrbildschirm durch die neuesten Bilder und Nachrichten von Freunden, Voraussetzung dafür war eine Anmeldung beim sozialen Netzwerk Facebook. Facebook Home war zuerst für das HTC First verfügbar, ab dem 17. April 2013 war die Software auch in Deutschland, Österreich und der Schweiz verfügbar. Das Projekt wurde inzwischen eingestellt. Die Software erfuhr nach Version 1.2 vom 31. Dezember 2013 kein Update mehr und ist mittlerweile auch nicht mehr im Play Store verfügbar.

## Funktionsumfang
Facebook Home bestand aus mehreren Programmen, die über den Play Store installiert werden konnten. Nur bei Verwendung aller Anwendungen standen alle Funktionen zur Verfügung. Facebook Home wurde grundsätzlich ohne Entsperren des Bildschirms des betreffenden Endgeräts genutzt.
Kern der Applikation waren die Komponenten Cover Feed und Chat Heads. Erstere zeigt neue Bilder, Nachrichten und andere Inhalte auf dem Bildschirm an, die Freunde geteilt oder markiert haben. Mit Hilfe von Chat Heads wurden Konversationen ermöglicht, wobei sowohl Nachrichten über Facebook als auch SMS gemeinsam erscheinen. Ergänzt wird Chat Heads durch die sogenannte Dash Bar auf der Freunde dargestellt werden, sodass nicht erst die Messenger-Software geöffnet werden musste.
Die Navigation in (Facebook-)Apps erfolgte über ein spezielles Dock, das den Start und die Verwaltung entsprechender Programme erleichtern soll. Um die Bedienung selbst zu erklären, besaß Facebook Home eine Blue’s Clues genannte Funktion. Sie entsprach der Hilfe und erläutert insbesondere die Wischgesten, mit denen die Software gesteuert werden konnte.

## Kompatibilität
Das Smartphone HTC First wurde bereits ab Werk mit Facebook Home ausgeliefert. Darüber hinaus waren die Programme zum HTC One X, HTC One X+, Samsung Galaxy S III sowie Samsung Galaxy Note II kompatibel. Eine Unterstützung für weitere Modelle sowie Tablets soll folgen. Nach Einschätzung von Experten wählte Facebook zuerst Android als Zielsystem, da eine Realisierung auf Apple iOS oder Windows Phone aufgrund technischer Einschränkungen für annähernd unmöglich gehalten wird.

## Kritik
Experten äußerten Bedenken, was den Schutz persönlicher Daten bei Verwendung von Facebook Home betrifft. Die Entwickler nahmen in Form einer FAQ-Seite Stellung zu den Vorwürfen und erklärten, Facebook werte lediglich die auf dem Sperrbildschirm aktivierten Anwendungen aus, jedoch nicht deren Inhalte. Ferner würden sämtliche Nutzerdaten für den Zeitraum von 90 Tagen gespeichert.